# Сухарев, Евстафий Андреевич
Евстафий Андреевич Сухарев — командир звена 686-го штурмового авиационного Севастопольского полка (289-й штурмовой авиационной Никопольской Краснознамённой  дивизии, 7-го штурмового авиационного корпуса, 8-й воздушной армии, 4-го Украинского фронта). Герой Советского Союза (1944). На момент присвоения звания Героя — лейтенант, впоследствии — полковник.

## Биография
Родился 25 апреля 1921 в посёлке Растяпино, ныне город Дзержинск Нижегородской области, в семье рабочего. Русский.
Окончил 7 классов, один курс Горьковского дизелестроительного техникума. Работал в городе Дзержинске помощником машиниста гидромонитора, затем на заводе «Капролактам» учетчиком. Окончил аэроклуб в городе Горький.
В Красной Армии с 1940 года. В 1942 году окончил Энгельсскую военно-авиационную школу пилотов. На фронтах Великой Отечественной войны с июля 1942 года.
С июля 1942 года по февраль 1943 года -Сталинградский фронт. Приказом № 0128\н от 12.11.1942 года награждён орденом Красного Знамени.
Член ВКП(б) с 1943 года. С февраля 1943 по 10 октября 1943 года-Южный фронт. С октября 1943 года-4-й Украинский фронт. Приказом № 064\н по 8-й Воздушной армии от 24.12.1943 года награждён орденом Красного Знамени.
Приказом № 017\н от 27.03.1944 года награждён орденом Отечественной войны 1-й степени.
Командир звена 686-го штурмового авиационного полка лейтенант Евстафий Сухарев к июню 1944 года совершил 122 боевых вылета на штурмовку вражеских укреплений, техники и скоплений войск противника, нанеся противнику значительный урон в живой силе и технике. В качестве ведущего группы штурмовиков лейтенант Е. А. Сухарев показал личное бесстрашие, высокую точность поражения цели, искусство манёвра.
Указом Президиума Верховного Совета СССР от 2 августа 1944 года за выполнение 118 боевых вылетов;уничтожение 22 паровозов,6 вагонов,7 САУ,15 танков,60 автомашин ,8 бензоцистерн,32 орудия ,21 пулеметную точку,3 склада боеприпасов,200 солдат и офицеров противника;образцовое выполнение боевых заданий командования на фронте борьбы с немецко-фашистскими захватчиками и проявленные при этом мужество и героизм, лейтенанту Сухареву Евстафию Андреевичу присвоено звание Героя Советского Союза с вручением ордена Ленина и медали «Золотая Звезда».
Войну окончил в Курляндии. Всего совершил 171 боевой вылет на штурмовку из них 120 — ведущим групп штурмовиков. Три раза был сбит но всегда возвращался в строй.
Приказом №: 30/н от: 23.03.1945 года от ВС 15-й воздушной армии награждён орденом Александра Невского за отличное выполнение боевых заданий и отличное вождение боевых групп на штурмовку .
После войны продолжил службу в Вооружённых Силах СССР. В 1952 году окончил Военно-воздушную академию. По состоянию здоровья был списан с лётной работы. Работал старшим преподавателем в Военно-политической академии имени В. И. Ленина. Кандидат военных наук, доцент.
В 1985 году награждён орденом Отечественной войны 1-й степени.
С 1986 года полковник Е. А. Сухарев — в отставке. Жил в Москве.
Умер 22 ноября 2001 года. Похоронен на Химкинском кладбище в Москве.
Награждён орденом Ленина, 2 орденами Красного Знамени, орденом Александра Невского, 2 орденами Отечественной войны 1-й степени, орденами Красной Звезды, «За службу Родине в Вооруженных Силах СССР» 3-й степени, медалями.